# Wilhelm (Solms-Braunfels)

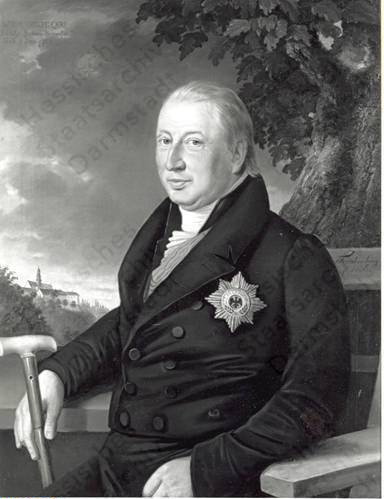
Wilhelm Fürst zu Solms-Braunfels, im Hintergrund Schloss Braunfels

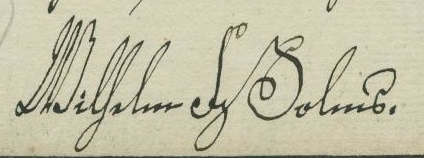
Unterschrift des Fürsten (1813)

Wilhelm Christian Karl zu Solms-Braunfels (* 9. Januar 1759 in Braunfels; † 20. März 1837 ebenda) war durch Erbfolge erst ein reichsunmittelbarer Fürst, dann Standesherr und Oberhaupt der Fürstlich Solms-Braunfels’schen Regierung, ein preußischer Generalmajor und hessischer Abgeordneter.

## Leben

### Familie

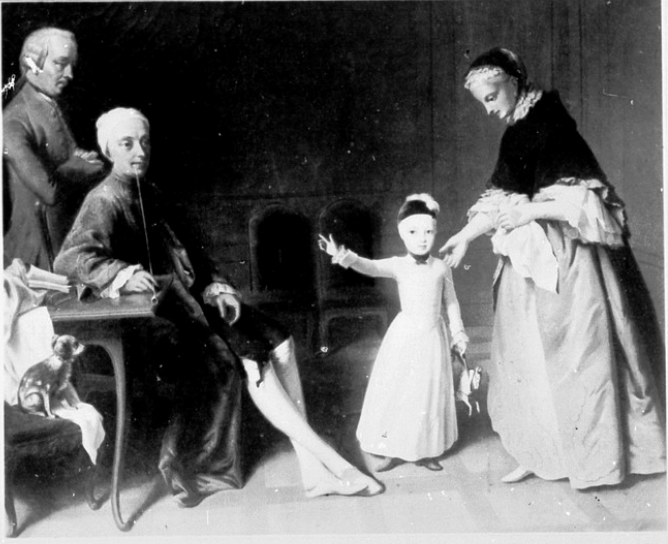
Der kleine Prinz Wilhelm zu Solms-Braunfels mit seinem Großvater mütterlicherseits, dem regierenden Grafen Christian August zu Solms-Laubach (1714–1784) sowie Kammerdiener Bernard und Frau von Dietzer, Gemälde von Anton Wilhelm Tischbein (1762)

Wilhelm war Angehöriger des Fürstenhauses Solms-Braunfels. Sein Großvater Friedrich Wilhelm (1696–1761) war der erste Fürst zu Solms-Braunfels. Seine Eltern waren der kaiserliche Oberst und Generalleutnant der Generalstaaten Ferdinand Wilhelm Ernst (1721–1783) und Sophie Christine Wilhelmine zu Solms-Laubach (1741–1772). Der preußische Generalmajor Friedrich Wilhelm (1770–1814) war sein Bruder.
Er selbst vermählte sich am 6. Oktober 1792 mit Auguste Wild- und Rheingräfin zu Salm-Grumbach (1771–1810) (sie war eine Halbschwester des Fürsten Friedrich zu Salm-Horstmar) und hatte mit ihr vier Kinder:
- Wilhelmine (1793–1865) ⚭ Alexius zu Bentheim und Steinfurt (1781–1866)
- Sophie Auguste (1796–1855) ⚭ Johann August zu Wied-Neuwied (1779–1836)
- Ferdinand (1797–1873) ⚭ Ottilie zu Solms-Laubach (1807–1884)
- Bernhard (1800–1868), General der Kavallerie

Mit seiner Mätresse (mit ihr seit 20. Oktober 1804 zu Braunfels neben seiner Hauptehe in Kontraktehe verbunden) Anna Elisabeth Becker (* 22. Januar 1779 in Greifenstein, † 24. März 1852 in Braunfels), Tochter des Johann Georg Becker († 1787) und der Philippine geb. Metzger († 1819), hatte er drei weitere Kinder, die patronymisch den Familiennamen Wilhelmi erhielten:
- Heinrich Wilhelm (* 11. Januar 1805 in Braunfels, † 1864 in Ehringshausen), zu Greifenstein, Amtsassessor am Justizamt, ⚭ 14. Oktober 1835 in Koblenz Anna Elisabeth Roos (* 13. November 1808 in Koblenz, † 14. September 1865)
- Louise Wilhelmine (* 30. März 1806 in Braunfels, † 1808 in Braunfels)
- Karl August (* 25. Mai 1809 in Braunfels),[3] Oberförster in Braunfels, 1845–1859 Oberförsterei Elgershausen (Elgershäuser Hof),[4] ⚭ Wilhelmine N.N. (1840 Taufpatin bei der Nichte ihres Gatten in Greifenstein)[5]

### Werdegang

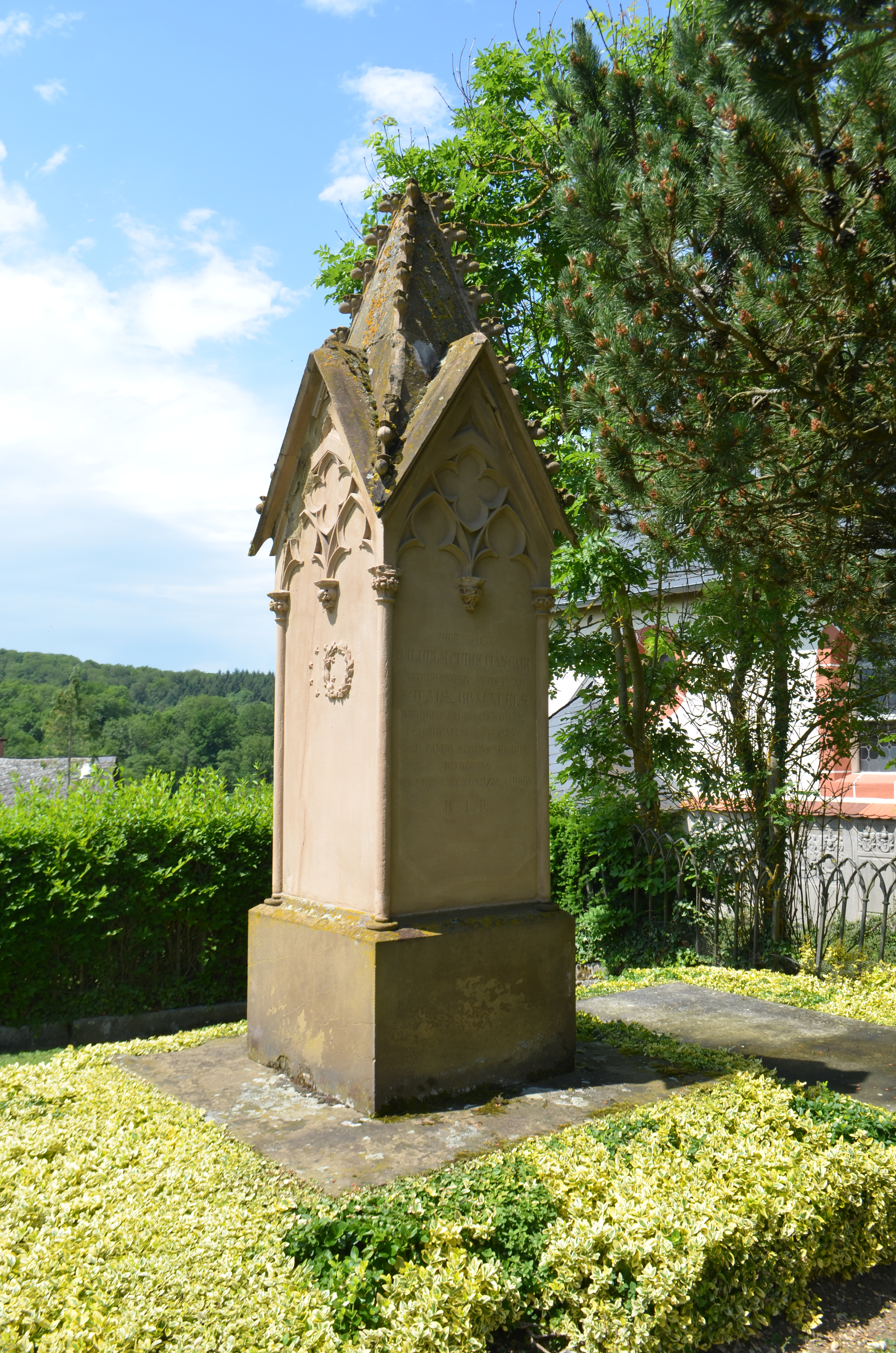
Grab auf dem Friedhof St. Georgen in Braunfels

Wilhelm zu Solms-Braunfels stand zunächst in niederländischen Diensten, zuletzt als Major. 1783 wurde er der dritte Fürst zu Solms-Braunfels. Am 24. März 1784 ist er in die Freimaurerloge Joseph zum Reichsadler in Wetzlar aufgenommen worden; in der Marburger Loge Marc Aurel zum flammenden Stern, der seine Söhne Ferdinand und Bernhard angehörten, war er später Ehrenmitglied. Mit dem Beginn seiner Regierungszeit begann er als Anhänger der Aufklärung in größerem Umfang Bücher zu sammeln, vorher war der Bestand der fürstlichen Hausbibliothek relativ gering. Die im Zusammenhang mit der Mediatisierung einhergehenden Probleme (das Fürstentum Solms-Braunfels wurde 1806 nassauisch, 1815 preußisch) erforderten die Anschaffung von Verwaltungs- und juristischer Literatur. Daneben beschäftigte sich der Fürst intensiv mit Themen der Landwirtschaft, Theologie und Naturwissenschaften.
Der Reichsdeputationshauptschluss von 1803 hatte ihm eine Virilstimme im Reichsfürstenrat zuerkannt, doch die Auflösung des Reichs hatte die Zusage nicht mehr in Wirklichkeit treten lassen. Wilhelm besaß seit 1815 unter königlich preußischer Oberhoheit die Ämter Braunfels und Greifenstein und unter großherzoglich hessischer die Ämter Grüningen, Hungen, Gambach und Wölfersheim sowie unter der Staatshoheit des Königreichs Württemberg die Standesherrschaft Limpurg-Gschwend im Jaxtkreis. Er war als Standesherr seit 1820 erbliches Mitglied der Ersten Kammer des Großherzogtums Hessen und bereits seit 1793 Ritter des hessischen Hausordens vom Goldenen Löwen. Die Zuständigkeit des Prädikats Durchlaucht wurde ihm primogenitur laut Bundestagsbeschluss 1825 bestätigt. Der König von Preußen bewilligte dem mediatisierten Fürsten eine eigene Regierung für das Fürstentum, die 1828 realisiert wurde.
Aus Dankbarkeit für sehr erfolgreiche Werbungen hatte Fürst Wilhelm, auch als Bekenntnis der Freundschaft von König Friedrich Wilhelm II., 1796 den Charakter als preußischer Generalmajor erhalten und wurde ab 1835 in der preußischen Rangliste à la suite der Armee geführt. 
Solms-Braunfels war seit 1798 Ritter des Roten Adlerordens, wurde 1806 Ritter des bayerischen Hubertusordens und schließlich 1833 Ritter des Schwarzen Adlerordens.